# Keti-Keti
Keti-Keti (auch: Isoletti Chete Chete) ist eine kurze Kette winziger Inselchen in der Bucht von Kiyaambo in Somalia. Sie gehören politisch zu Jubaland und geographisch zu den Bajuni-Inseln, einer Kette von Koralleninseln (Barriereinseln), welche sich von Kismaayo im Norden über 100 Kilometer bis zum Raas Kaambooni nahe der kenianischen Grenze erstreckt.

## Geographie
Die Felseneilande liegen in der Bucht Kiyaambo (Wubuschi-Bucht) südlich des Hood Reef, direkt in der Mündung des Flusses Buur Gaabo. Im Süden ist die nächstgelegene Insel in größerer Entfernung Buur Howla außer dem Riff Scogli Ago. Im Norden schließt sich die Halbinsel Buurgaal mit der Insel Kifa Kamlaango an.

## Klima
DAls Klima herrscht heißes Steppenklima mit Monsuneinfluss.